# Ana de Forez
Ana de Forez, também conhecida como Ana da Auvérnia (em francês: Anne; 1358 - Moulins, 22 de setembro de 1417) foi duquesa consorte de Bourbon como esposa de Luís II de Bourbon. Ela era condessa de Forez, delfina da Auvérnia e Clermont e senhora de Mercoeur.

## Família
Seu pai era Beraudo II, delfim da Auvérnia, filho de Beraudo I, conde de Clermont e de Maria de Villemur. Sua mãe era Joana de Forez, filha de Guido IV, conde de Forez e de Joana de Clermont.
Ana era a filha mais velha. Sua mãe morreu quando tinha onze anos, e seu pai se casou mais duas vezes. Com a segunda esposa, Joana de Auvérnia, não teve filhos, somente com a terceira e última, Margarida de Sancerre. Ao todo, Ana teve oito meio-irmãos.

## Biografia
Em 4 de julho de 1368, em Montbrison foi assinado o contrato de casamento entre Ana e Luís II. Mais tarde, o casal oficializou a união pessoalmente em Ardes, em janeiro de 1370. Seu marido era filho de Pedro I de Bourbon e de Isabel de Valois.
Em 1372, seu tio materno João II, Conde de Forez, morreu sem filhos, e ela herdou o condado.
Foi enterrada no Priorado de Souvigny, perto de Moulins, ao lado de seu marido Luís II de Bourbon.

## Descendência
- Catarina (1378), morta jovem;
- João I (1381 - 1434), duque de Bourbon como sucessor do pai, e marido de Maria de Berry. Teve descendência;
- Isabel (1384 - depois de 1451), foi noiva de Érico da Pomerânia, rei da Dinamarca, Suécia e Noruega, porém ela se tornou freira no Priorado de Poissy;
- Luís (1388 - 1404), senhor de Beaujolais.